# Platysaurus pungweensis
Platysaurus pungweensis là một loài thằn lằn trong họ Cordylidae. Loài này được Broadley mô tả khoa học đầu tiên năm 1959.